# لوننبرگ (حوزه سرشماری)، ماساچوست
لوننبرگ (به انگلیسی: Lunenburg) یک منطقهٔ مسکونی در ایالات متحده آمریکا است که در شهرستان ووستر، ماساچوست واقع شده‌است. لوننبرگ ۹٫۹ کیلومتر مربع مساحت و ۱٬۷۶۰ نفر جمعیت دارد و ۱۷۴ متر بالاتر از سطح دریا واقع شده‌است.